# Siničke v škornju
Siničke v škornju je zbirka kratke proze za otroke, ki jo je napisal prekmurski pisatelj Ferdo Godina. Izšla je v zbirki Deteljica pri založbi Mladinska knjiga leta 1987 kot njegovo zadnje delo za mlade bralce.
V zbirki so naslednje zgodbe:
- Šepetak (1987) (COBISS),
- Prepir med žabami in štorkljami (1987) (COBISS),
- Prepametna vrana (1987) (COBISS),
- Zakaj ptice ne marajo sove? (1987) (COBISS),
- Ta luža je samo moja (1987) (COBISS),
- Katera ptica najbolje skrbi za svoje mladiče? (1987) (COBISS),
- Siničke v škornju (1987) (COBISS),
- Polži podrejo oreh (1980) (COBISS),
- Miška mu ni odgriznila noska (1987) (COBISS),
- Farma ščinkavcev (1987) (COBISS),
- Znam samo eno povestico (1987) (COBISS),
- V pasji utici (1987) (COBISS),
- Strah pride ponoči (1987) (COBISS),
- Maček na nasipu (1987) (COBISS),
- Kako so mačku zrasle peruti (1987) (COBISS),
- Resnična zgodba o Bilu (1987) (COBISS),
- Krvoločnež ni bil vedno krvoločen (1987) (COBISS),
- Tref sedi najrajši pred televizorjem (1987) (COBISS),
- Najboljši pevec je imel visečo hišico (1987) (COBISS),
- Moj konj je kralj živali (1987) (COBISS),
- Dobro jutro, dragi poslušalci! (1987) (COBISS),
- Kaj bo, kaj bo, ko kravic ne bo? (1987) (COBISS),
- Miške nimajo mirnega doma (1987) (COBISS),
- Šestnajsterak (1987) (COBISS),
- Škorčevka je prevzela detlovki gnezdo (1987) (COBISS),
- Tri sončeca v postelji (1987) (COBISS),
- Dedek, rab bi videl mlade srnice (1987) (COBISS),
- Ko bom velik, se bom preselil k tebi (1987) (COBISS),
- Lenuhi (1987) (COBISS),
- Divja raca prelisiči lisico (1987) (COBISS),
- Mrtva kopriva je ostala živa (1987) (COBISS),
- Srake morajo krasti (1987) (COBISS),
- Čičiriči, dober večer! (1987) (COBISS),
- Ptice selivke (1950)(COBISS),